# Ouro Verde (distrito)
Ouro Verde é um distrito do município brasileiro de Sengés, no interior do estado do Paraná.
De acordo com o Instituto Brasileiro de Geografia e Estatística (IBGE), sua população no ano de 2010 era de 3 787 habitantes.
Segundo dados do histórico político-administrativo o distrito de Ouro Verde foi criado e anexado ao município de Sengés pela lei estadual n.º 5417, de 10-11-1966.